# Collegio uninominale Friuli-Venezia Giulia - 01 (Senato della Repubblica 2020)
Il collegio elettorale uninominale Friuli-Venezia Giulia - 01 è un collegio elettorale uninominale della Repubblica Italiana per l'elezione del Senato della Repubblica.

## Territorio
Come previsto dalla legge n. 51 del 27 maggio 2019, il collegio è stato definito tramite decreto legislativo all'interno della circoscrizione Friuli-Venezia Giulia.
È formato dal territorio dell'intera regione Friuli-Venezia Giulia (215 comuni).
Il collegio coincide con il collegio plurinominale Friuli-Venezia Giulia - 01.

## Eletti
| Elezione | Elezione | Senatore     | Partito           |
| -------- | -------- | ------------ | ----------------- |
|          | 2022     | Luca Ciriani | Fratelli d'Italia |

## Dati elettorali

### XIX legislatura
Come previsto dalla legge elettorale, 74 senatori sono eletti con sistema a maggioranza relativa in altrettanti collegi uninominali a turno unico.
| Candidati                 | Candidati              | Voti    | %     | Liste                                 | Voti    | %     |
| ------------------------- | ---------------------- | ------- | ----- | ------------------------------------- | ------- | ----- |
|                           | Luca Ciriani ✔️ Eletto | 298 272 | 50,34 | Fratelli d'Italia                     | 191 331 | 32,29 |
| Lega                      | Luca Ciriani ✔️ Eletto | 298 272 | 50,34 | 64 525                                | 10,89   |       |
| Forza Italia              | Luca Ciriani ✔️ Eletto | 298 272 | 50,34 | 37 761                                | 6,37    |       |
| Noi Moderati              | Luca Ciriani ✔️ Eletto | 298 272 | 50,34 | 4 655                                 | 0,79    |       |
|                           | Furio Honsell          | 153 390 | 25,89 | Partito Democratico - IDP             | 109 367 | 18,46 |
| Alleanza Verdi e Sinistra | Furio Honsell          | 153 390 | 25,89 | 22 271                                | 3,76    |       |
| +Europa                   | Furio Honsell          | 153 390 | 25,89 | 20 031                                | 3,38    |       |
| Impegno Civico            | Furio Honsell          | 153 390 | 25,89 | 2 261                                 | 0,38    |       |
|                           | Giuliano Castenetto    | 48 767  | 8,23  | Azione - Italia Viva - Calenda        | 48 767  | 8,23  |
|                           | Stefano Patuanelli     | 43 778  | 7,39  | Movimento 5 Stelle                    | 43 778  | 7,39  |
|                           | Antonino Iracà         | 17 925  | 3,03  | Italexit per l'Italia                 | 17 925  | 3,03  |
|                           | Fabio Camillucci       | 10 883  | 1,84  | Italia Sovrana e Popolare             | 10 883  | 1,84  |
|                           | Pierumberto Starace    | 8 908   | 1,50  | Vita                                  | 8 908   | 1,50  |
|                           | Accomandio Emilia      | 6 891   | 1,16  | Unione Popolare                       | 6 891   | 1,16  |
|                           | Valentina Baldacci     | 2 386   | 0,40  | Alternativa per l'Italia (PdF - Exit) | 2 386   | 0,40  |
|                           | Enrico Masiero         | 743     | 0,13  | Noi di Centro                         | 743     | 0,13  |
| Totale                    | Totale                 | 592 483 | 100   |                                       | 592 483 | 100   |
|                           |                        |         |       |                                       |         |       |
| Voti non validi           | Voti non validi        | 27 452  | 4,43  |                                       |         |       |
| Votanti                   | Votanti                | 619 935 | 66,21 |                                       |         |       |
| Elettori                  | Elettori               | 936 273 |       |                                       |         |       |